# Chiềng Sàng
Chiềng Sàng là một xã thuộc huyện Yên Châu, tỉnh Sơn La, Việt Nam.
Xã Chiềng Sàng có diện tích 19,95 km², dân số năm 1999 là 3542 người, mật độ dân số đạt 178 người/km².